# Elecciones legislativas de Argentina de 1902
Las elecciones legislativas de Argentina de 1902 se realizaron el 9 de marzo del mencionado año para renovar la mitad de la Cámara de Diputados, cámara baja del Congreso de la Nación Argentina.

## Bancas a elegir
| Provincia           | Bancas | A elegir |
| ------------------- | ------ | -------- |
| Buenos Aires        | 28     | 15       |
| Capital Federal     | 20     | 11       |
| Catamarca           | 3      | 2        |
| Córdoba             | 11     | 3        |
| Corrientes          | 7      | 4        |
| Entre Ríos          | 9      | 8        |
| Jujuy               | 2      | 1        |
| La Rioja            | 2      | 1        |
| Mendoza             | 4      | 3        |
| Salta               | 4      | 2        |
| San Juan            | 3      | 1        |
| San Luis            | 3      | —        |
| Santa Fe            | 12     | 6        |
| Santiago del Estero | 5      | 2        |
| Tucumán             | 7      | 5        |
| Total               | 120    | 64       |

## Resultados por provincia
| Provincia           | Candidato                                           | Votos     |
| ------------------- | --------------------------------------------------- | --------- |
| Buenos Aires        | Rómulo S. Naón (UCR-Partidos Unidos)                | 22.964    |
| Buenos Aires        | Juan Ángel Martínez (PAN-Partidos Unidos)           | 22.946    |
| Buenos Aires        | Luis María Drago (PAN-Partidos Unidos)              | 22.945    |
| Buenos Aires        | José Fonrouge (PAN-Partidos Unidos)                 | 22.945    |
| Buenos Aires        | Federico Pinedo (PAN-Partidos Unidos)               | 22.945    |
| Buenos Aires        | Manuel J. Campos (UCN-Partidos Unidos)              | 22.945    |
| Buenos Aires        | Ezequiel de la Serna (PAN-Partidos Unidos)          | 22.945    |
| Buenos Aires        | Andrónico Castro (PAN-Partidos Unidos)              | 22.945    |
| Buenos Aires        | Alfredo de Urquiza (PAN-Partidos Unidos)            | 22.945    |
| Buenos Aires        | Horacio C. Varela (UCR-Partidos Unidos)             | 22.945    |
| Buenos Aires        | Adolfo Mugica (UCR-Partidos Unidos)                 | 22.663    |
| Buenos Aires        | Enrique Simón Pérez (UCR-Partidos Unidos)           | 22.663    |
| Buenos Aires        | Cesáreo Amenedo (UCR-Partidos Unidos)               | 22.663    |
| Buenos Aires        | Julián Romero (UCR-Partidos Unidos)                 | 22.561    |
| Buenos Aires        | Manuel González Bonorino (UCR-Partidos Unidos)      | 22.369    |
| Buenos Aires        | Alberto Lartigau (PAN Pellegrini-Lista Popular)     | 5.616     |
| Buenos Aires        | José Inocencio Arias (PAN Pellegrini-Lista Popular) | 5.318     |
| Buenos Aires        | Emilio Mitre (UCN-Lista Popular)                    | 5.318     |
| Buenos Aires        | Ramón Santamarina (PAN Pellegrini-Lista Popular)    | 5.318     |
| Buenos Aires        | Ramón L. Falcón (PAN Pellegrini-Lista Popular)      | 5.318     |
| Buenos Aires        | Julio Peña                                          | 5.318     |
| Buenos Aires        | José M. Llobet (PAN Pellegrini-Lista Popular)       | 5.318     |
| Buenos Aires        | Saturnino J. Unzué (PAN Pellegrini-Lista Popular)   | 5.317     |
| Buenos Aires        | Federico R. Leloir (PAN Pellegrini-Lista Popular)   | 5.317     |
| Buenos Aires        | José M. Ahumada                                     | 5.317     |
| Buenos Aires        | Emilio Carranza                                     | 5.299     |
| Buenos Aires        | Francisco Olivera                                   | 5.299     |
| Buenos Aires        | Antonio F. Piñero (UCN-Lista Popular)               | 5.298     |
| Buenos Aires        | Manuel Güiraldes                                    | 5.154     |
| Buenos Aires        | Antonio Bermejo (UCN-Lista Popular)                 | 4.712     |
| Buenos Aires        | Dardo Rocha                                         | 1.890     |
| Buenos Aires        | Pedro Balderrain                                    | 2         |
| Buenos Aires        | Antonio B. Cisnero                                  | 2         |
| Buenos Aires        | J. B. Llanos                                        | 1         |
| Buenos Aires        | Federico Walker                                     | 1         |
| Buenos Aires        | J. B. Cuadri                                        | 1         |
| Buenos Aires        | Isaías Mendiburu                                    | 1         |
| Capital Federal     | Alberto Capdevila (PAN)                             | 11.069    |
| Capital Federal     | Julián Martínez (h) (PAN)                           | 10.759    |
| Capital Federal     | Benjamín Victorica (PAN)                            | 10.486    |
| Capital Federal     | Pedro O. Luro (PAN)                                 | 10.320    |
| Capital Federal     | Juan José Romero (PAN)                              | 10.247    |
| Capital Federal     | Pedro M. Cernadas (PAN)                             | 9.255     |
| Capital Federal     | Belisario Roldán (UCN)                              | 8.834     |
| Capital Federal     | Emilio Gouchón (UCN)                                | 8.123     |
| Capital Federal     | Juan Antonio Argerich Elizalde (UCN)                | 7.499     |
| Capital Federal     | Adolfo Orma (UCN)                                   | 6.895     |
| Capital Federal     | Rufino Antonio Martínez (UCN)                       | 6.833     |
| Capital Federal     | Roque Sáenz Peña (PD)                               | 6.345     |
| Capital Federal     | Eliseo Cantón (PD)                                  | 5.195     |
| Capital Federal     | Avelino Sánchez Viamonte (PD)                       | 5.159     |
| Capital Federal     | Luis A. Huergo (PD)                                 | 4.546     |
| Capital Federal     | Gerónimo de la Serna (PD)                           | 4.543     |
| Capital Federal     | José Juan Araujo (PD)                               | 4.205     |
| Capital Federal     | Carlos A. Estrada (PD)                              | 4.061     |
| Capital Federal     | Víctor M. Molina (PD)                               | 3.795     |
| Capital Federal     | Baldomero Llerena (PD)                              | 3.613     |
| Capital Federal     | Carlos Guerrero (PD)                                | 2.895     |
| Capital Federal     | Román Pacheco (PD)                                  | 2.657     |
| Capital Federal     | Manuel Ignacio Moreno (PD)                          | 2.128     |
| Capital Federal     | Carlos Vega Belgrano (PD)                           | 1.570     |
| Capital Federal     | Filemón Cabanillas                                  | 677       |
| Capital Federal     | Mariano J. Paunero (UCN)                            | 276       |
| Capital Federal     | Nicolás Repetto (PS)                                | 169       |
| Capital Federal     | Adrián Patroni                                      | 166       |
| Capital Federal     | Julio Arraga                                        | 167       |
| Capital Federal     | Juan B. Justo (PS)                                  | 138       |
| Capital Federal     | A. Forselli                                         | 136       |
| Capital Federal     | F. Cuneo                                            | 133       |
| Capital Federal     | Luis García                                         | 130       |
| Capital Federal     | N. Piazza                                           | 119       |
| Capital Federal     | Guillermo Udaondo (UCN)                             | 114       |
| Capital Federal     | Juan A. Aguirre                                     | 97        |
| Catamarca           | Pedro Ignacio Acuña                                 | 5.187     |
| Catamarca           | Gustavo Ferrari                                     | 4.185     |
| Catamarca           | Ángel V. Mazza                                      | 908       |
| Catamarca           | Félix F. Córdoba                                    | 1         |
| Córdoba             | Jerónimo Del Barco                                  | 4.596     |
| Córdoba             | Eleazar Garzón                                      | 4.552     |
| Córdoba             | Tomás J. Luque                                      | 4.494     |
| Córdoba             | Mariano J. Fragueyro                                | 99        |
| Córdoba             | Emilio Díaz                                         | 39        |
| Córdoba             | Elmiro Ruiz                                         | 2         |
| Córdoba             | Ángel Ferreyra Cortés                               | 1         |
| Córdoba             | Manuel D. Pizarro                                   | 1         |
| Córdoba             | Justino César                                       | 1         |
| Córdoba             | Ramón José Cárcano                                  | 1         |
| Córdoba             | B. Otero Capdevila                                  | 1         |
| Córdoba             | Juan M. Garro                                       | 1         |
| Córdoba             | Segundo Dutari Rodríguez                            | 1         |
| Córdoba             | Ángel Machado                                       | 1         |
| Córdoba             | Heraclio Ramon                                      | 1         |
| Córdoba             | Ramón Vázquez                                       | 1         |
| Córdoba             | Gabino Moldes                                       | 1         |
| Córdoba             | Ramón Lahorca                                       | 1         |
| Corrientes          | Juan Esteban Martínez                               | 8.483     |
| Corrientes          | Adolfo Contte                                       | 8.483     |
| Corrientes          | Tiburcio G. Fonseca                                 | 8.481     |
| Corrientes          | Juan Balestra                                       | 8.362     |
| Corrientes          | Federico L. Garrido                                 | 119       |
| Corrientes          | Ángel S. Blanco                                     | 1         |
| Corrientes          | Manuel Cabral (h)                                   | 1         |
| Corrientes          | Ernesto E. Ezquer                                   | 1         |
| Entre Ríos          | Alejandro Carbó                                     | 8.869     |
| Entre Ríos          | Faustino Miguel Parera                              | 8.869     |
| Entre Ríos          | Samuel Parera Denis                                 | 8.869     |
| Entre Ríos          | Leonidas Zavalla                                    | 8.868     |
| Entre Ríos          | Cristóbal E. Gallino                                | 8.867     |
| Entre Ríos          | Esteban N. Comaleras                                | 8.866     |
| Entre Ríos          | Luis Leguizamón                                     | 8.866     |
| Entre Ríos          | Pedro J. Coronado                                   | 8.860     |
| Entre Ríos          | Rodolfo Núñez                                       | 2         |
| Entre Ríos          | Néstor F. de la Puente                              | 2         |
| Entre Ríos          | Samuel Robles                                       | 1         |
| Entre Ríos          | José M. Salva                                       | 1         |
| Entre Ríos          | Emerio R. Tenreyro                                  | 1         |
| Entre Ríos          | Torcuato Gilbert                                    | 1         |
| Jujuy               | Teófilo Sánchez de Bustamante (h)                   | 3.316     |
| Jujuy               | Octavio Iturbe                                      | 2         |
| Jujuy               | Ángel E. Puelo                                      | 1         |
| La Rioja            | Natal Luna                                          | 3.135     |
| Mendoza             | Julián Barraquero                                   | 2.091     |
| Mendoza             | Pedro Guevara                                       | 2.055     |
| Mendoza             | Joaquín Villanueva                                  | 1.058     |
| Mendoza             | Ricardo Day                                         | 1.047     |
| Mendoza             | Juan Eugenio Serú                                   | 37        |
| Mendoza             | Ramón Videla (h)                                    | 1         |
| Mendoza             | Ramón Moyano (h)                                    | 1         |
| Mendoza             | Manuel J. Cabral                                    | 1         |
| Salta               | Ángel M. Ovejero                                    | 3.555     |
| Salta               | Pío Uriburu                                         | 3.480     |
| Salta               | Pedro J. Frías                                      | 164       |
| Salta               | Miguel Ortiz                                        | 1         |
| Salta               | Juan Frías                                          | 1         |
| Salta               | Emilio Sylvester                                    | 1         |
| Salta               | Victorio Aybar                                      | 1         |
| Salta               | Francisco Uriburu (h)                               | 1         |
| Salta               | Higinio Falcón                                      | 1         |
| San Juan            | Aureliano Gijena                                    | 4.131     |
| Santa Fe            | Carlos A. Aldao                                     | 6.197     |
| Santa Fe            | Rodolfo S. Domínguez                                | 6.197     |
| Santa Fe            | José Galiano                                        | 6.197     |
| Santa Fe            | Ovidio A. Lagos                                     | 6.197     |
| Santa Fe            | Nicasio Oroño                                       | 6.197     |
| Santa Fe            | Ángel Sastre                                        | 6.197     |
| Santa Fe            | Federico B. Valdez                                  | 1         |
| Santa Fe            | Eliseo M. Videla                                    | 1         |
| Santa Fe            | Lisandro de la Torre                                | 1         |
| Santa Fe            | Julio B. Lezama                                     | 1         |
| Santa Fe            | Martín Rodríguez Galisteo                           | 1         |
| Santa Fe            | Estanislao Zeballos                                 | 1         |
| Santa Fe            | Joaquín Cullen                                      | 1         |
| Santa Fe            | Carlos Arguinbau                                    | 1         |
| Santa Fe            | Eugenio Arteaga                                     | 1         |
| Santa Fe            | Octavio Grandoli                                    | 1         |
| Santiago del Estero | Félix O. Cordero                                    | Sin datos |
| Santiago del Estero | Manuel Sibilat Fernández                            | Sin datos |
| Tucumán             | Amador L. Lucero                                    | 8.075     |
| Tucumán             | Ernesto Padilla                                     | 8.074     |
| Tucumán             | Silvano Bores                                       | 8.073     |
| Tucumán             | Juan Posse                                          | 8.071     |
| Tucumán             | Alberto de Soldati                                  | 8.071     |
| Tucumán             | Servando Viaña                                      | 7         |
| Tucumán             | Patricio Sarabia                                    | 4         |
| Tucumán             | Lautaro Posse                                       | 3         |
| Tucumán             | José Frías Silva                                    | 3         |
| Tucumán             | Sisto Terán                                         | 3         |
| Tucumán             | Melitón Camaño                                      | 3         |
| Tucumán             | Julio López Mañán                                   | 1         |
| Tucumán             | Julio Correa Luna                                   | 1         |
| Tucumán             | Gustavo Pretzel                                     | 1         |
| Tucumán             | Eliseo Cantón                                       | 1         |
| Tucumán             | Nemesio M. Vera                                     | 1         |
| Tucumán             | Fortunato Mariño                                    | 1         |
| Tucumán             | Pedro Roza de Huidobro                              | 1         |

1. ↑  Electo junto a Federico Pinedo (padre) completar los mandatos de Oscar Liliedal y Ezequiel Ramos Mexía (1900-1904). Luis María Drago renunció el 8 de agosto de 1902, no fue reemplazado.
2. ↑  Electo junto a Luis María Drago completar los mandatos de Oscar Liliedal y Ezequiel Ramos Mexía (1900-1904).
3. ↑  Falleció el 15 de marzo de 1905, lo reemplaza Antonio Lanusse en una elección especial el 16 de julio de 1905.
4. ↑  Electo para un nuevo mandato en 1904, lo reemplaza Santiago Gregorio O'Farrell en una elección especial el 24 de julio de 1904.
5. ↑  Electo junto a Pedro M. Cernadas completar los mandatos de Miguel G. Morel y Francisco Basiliano Bosch (1900-1904). Juan José Romero renunció el 21 de mayo de 1902, no fue reemplazado.
6. ↑  Electo junto a Juan José Romero completar los mandatos de Miguel G. Morel y Francisco Basiliano Bosch (1900-1904).
7. ↑  Renunció el 12 de octubre de 1904, lo reemplaza Carlos Meyer Pellegrini en una elección especial el 16 de julio de 1905.
8. ↑  Falleció el 28 de septiembre de 1902, lo reemplaza Teófilo García en una elección especial el 14 de diciembre de 1902.
9. ↑  Falleció el 9 de noviembre de 1905, no fue reemplazado.
10. ↑  Falleció el 16 de enero de 1906, no fue reemplazado.
11. ↑  Falleció el 12 de octubre de 1904, lo reemplaza Juan Carlos Crouzeilles en una elección especial el 12 de marzo de 1905.
12. ↑  Falleció el 2 de octubre de 1905, no fue reemplazado.
13. ↑  Falleció el 17 de marzo de 1903, lo reemplaza Alejandro J. del Carril en una elección especial el 5 de julio de 1903.
14. ↑  Falleció el 20 de enero de 1904, lo reemplaza Eduardo Elordi en una elección especial el 7 de agosto de 1904.
15. ↑  Renunció el 16 de junio de 1904, lo reemplaza Manuel Martínez en una elección especial el 4 de septiembre de 1904.

## Elecciones parciales
| Provincia  | Fecha                   | Candidato               | Votos |
| ---------- | ----------------------- | ----------------------- | ----- |
| Entre Ríos | 14 de diciembre de 1902 | Teófilo García          | 4.729 |
| Entre Ríos | 14 de diciembre de 1902 | Martín Ruiz Moreno      | 92    |
| Entre Ríos | 14 de diciembre de 1902 | Ángel A. Rojas          | 36    |
| Entre Ríos | 14 de diciembre de 1902 | Luis A. Varela          | 22    |
| Entre Ríos | 14 de diciembre de 1902 | Juan L. Álvarez         | 14    |
| Entre Ríos | 14 de diciembre de 1902 | Pedro Esteban           | 10    |
| Entre Ríos | 14 de diciembre de 1902 | Leopoldo Herrera        | 2     |
| Entre Ríos | 14 de diciembre de 1902 | Enrique Berduc          | 2     |
| Entre Ríos | 14 de diciembre de 1902 | Luis L. Etchevehere     | 2     |
| Entre Ríos | 14 de diciembre de 1902 | Emerio R. Tenreyro      | 1     |
| Entre Ríos | 14 de diciembre de 1902 | Anastasio Cardasy       | 1     |
| Entre Ríos | 14 de diciembre de 1902 | Juan J. Batualle        | 1     |
| Entre Ríos | 14 de diciembre de 1902 | Pedro Salduna           | 1     |
| Entre Ríos | 14 de diciembre de 1902 | Zacarías Garcilazo      | 1     |
| Entre Ríos | 14 de diciembre de 1902 | Luis Leapatura          | 1     |
| San Juan   | 5 de abril de 1903      | Domingo Cortínez        | 2.034 |
| Tucumán    | 5 de julio de 1903      | Alejandro J. del Carril | 3.764 |
| Tucumán    | 5 de julio de 1903      | Horacio Molina          | 1     |

1. ↑  Electo para completar el mandato de Cristóbal E. Gallino (1902-1906).
2. ↑  Electo para completar el mandato de Dalmiro Balaguer (1900-1904).
3. ↑  Electo para completar el mandato de Silvano Bores (1902-1906).